# Баталин, Виктор Николаевич
Виктор Николаевич Баталин (род. 17 сентября 1952, Москва) — советский и российский историк-архивист.

## Биография
В 1969-1971 годах работал электромонтажником в Центральном конструкторском бюро машиностроения (филиал). 1971-1973 годы служил в Советской армии. В 1978 году закончил учёбу в Московском Государственном историко-архивном институте. С 1978 года работает в Российском государственном архиве кинофотодокументов (в 1987—2012 годах — начальник отдела).
Является автором около 40 научных работ (в том числе 2 монографий) и методических разработок по проблемам работы с кино-, видео- и фотодокументами.
Телеведущий цикла передач «Запечатленное время» (с 2012 года) на телеканале «Культура» (производство телекомпании ГолдМедиум).
Член Российской ассоциации историков по изучению 1-й мировой войны. Член Союза кинематографистов России. Член Гильдии киноведов и кинокритиков Союза кинематографистов РФ.
Жена — Малышева Галина Евгеньевна, историк-архивист (РГАКФД)

## Награды
- Почетная грамота Министерства культуры СССР за участие в создании Музея антифашистов в г. Красногорске (1985 г.)
- Нагрудный знак «Отличник архивного дела СССР» (1991).
- Медаль «В память 850-летия Москвы» (1997),
- Почетный знак Российского общества историков-архивистов (2006, 2012).
- Заслуженный работник культуры РФ. (2012).
- Диплом Гильдии киноведов и кинокритиков России 2012 года в номинации «История кино» В. Н. Баталину и Г. Е. Малышевой за книгу «История Российского государственного архива кинофотодокументов. 1926—1966»
- Диплом XIX Кинофестиваля «Белые столбы» за лучшую телевизионную программу о кино «Запечатленное время» Ведущий Виктор Баталин. 2015 год.
- Приз Гильдии киноведов и кинокритиков СК России в номинации «Sine charta (без бумаги)» Авторскому коллективу документальной программы «Запечатленное время» телеканала «Культура» и её бессменному ведущему — главному специалисту отдела научно-справочного аппарата РГАКФД В. Н. Баталину. 2022 год.

## Публикации
1. «Мосты Днепростроя». — «Советские архивы», № 5-1982 г.
2. «О некоторых приемах внешней критики кинодокументов». — «Советские архивы», № 3-1986 г. С.29-32.
3. «Об организации КФФД и видеофонограмм в госархивах». (в соавторстве с Крюковой Л. Н.) — «Советские архивы», № 1-1989 г.
4. «Киножурнал „За социалистическую деревню“ о научно-технических достижениях в сельском хозяйстве конца 20-30-х годов» — Главархив СССР, Научно-информационный бюллетень № 6 — 1991 г.
5. «Российский государственный архив кинофотодокументов (краткий документальный обзор)». — М.,1994 г.
6. «Проблемы внешней критики фотодокументов в процессе их источниковедческого анализа» (в соавторстве с Малышевой Г. Е.) — «Отечественные архивы» № 2 — 1994 г. С.15-19.
7. «Миг войны (Великая Отечественная в объективе)». — «Отечественные архивы» № 2 — 1995 г.
8. «Из опыта работы РГАКФД по созданию автоматизированных архивных технологий». — «РГАКФД — 70 лет (сборник статей)». Красногорск, 1996 г.
9. «Из опыта работы РГАКФД по созданию автоматизированных архивных технологий»// сб. «Круг идей: новые архивные технологии», Моск. городское объединение архивов, 1996.
10. «Москва в объективе» — «Отечественные архивы» № 6 — 1996 г. С. 56-60
11. «В кинокадре — военнопленные (1914—1916).» — «Киноведческие записки» № 43 — 1999 г.
12. «Научно-справочный аппарат — перспективы развития.» // «Вестник архивиста», № 4-6, 2001.
13. «Кинохроника в России 1896—1916 гг. Опись киносъемок, хранящихся в РГАКФД». М., ОЛМА-ПРЕСС, 2002 г. 477 С.
14. «Из опыта оцифровки кинофотодокументов в РГАКФД». Материалы международной конференции "Программа ЮНЕСКО «Информация для всех»: «Всеобщий доступ к информации». 2004, CD-ROM.
15. «Из опыта оцифровки кинофотодокументов в РГАКФД». — «Вестник архивиста», № 6. М., 2004. С. 228—233.
16. «Первая мировая война: некоторые архивоведческие и источниковедческие проблемы изучения кинодокументов РГАКФД» //Технотронные архивы в современном обществе: наука, образование, наследие. Москва 20 декабря 2004 г. материалы научно-практической конференции, посвященной 10-летию факультета технотронных архивов и документов
17. «Решение проблем научно-справочного аппарата с помощью компьютеризации (на примере Российского государственного архива кинофотодокументов)». Материалы 8-й ежегодной конференции «Информация для всех: культура и технологии Информационного общества». EVA 2005 Москва. CD-ROM.
18. «Кинохроника Первой мировой войны». — «Вестник истории, литературы, искусства», 2006 г., т. 2, стр. 404—417.
19. «Проблемы реконструкции игровых и хроникальных фильмов 1905—1916 годов» (в соавторстве с Малышева Г. Е.). — «Вестник истории, литературы, искусства», 2006 г., т. 3, стр. 160—171.
20. «Московский период в истории Российского государственного архива кинофотодокументов (1926—1953)» (в соавторстве с Малышева Г. Е.). — «Отечественные архивы», № 5, 2006 г., стр. 11-21.
21. «Россия в кинокадре 1896—1916». Под редакцией В. Н. Баталина. РОССПЭН. 2007.
22. «Реконструкция фильма Я. Протазанова „Рождество в окопах“» (в соавторстве с Малышева Г. Е.) //«Киноведческие записки» № 88, 2008 г. С. 233—239.
23. «Маршал Советского Союза В. К. Блюхер, он же — граф фон Гален?» //«Вестник архивиста» № 2/2008. С. 297—307.
24. "Из опыта РГАКФД по восстановлению кинематографических раритетов.\\ Видеоархив-память России. Сборник материалов московских научно-практических конференций. М., 2010. С. 56-62.
25. «Проблемы учёта и хранения цифровых фотографий».\\ Технотронные документы — информационная база источниковедения и архивоведения. Сборник научных статей. М., 2011. С. 88-92.
26. "Первое десятилетие красногорского периода РГАКФД. 1953—1963 гг. (в соавторстве с Малышева Г. Е.) //Вестник архивиста. № 3. 2011. С. 126—140.
27. «История Российского государственного архива кинофотодокументов. 1926—1966» (в соавторстве с Малышева Г. Е.). М.2011 г. 248 С.
28. «Проблемы восстановления кинодокументов РГАКФД первых лет российского кинематографа» //«Вестник архивиста». № 3. 2011 г. С.94-102.
29. "Проблемы учёта и хранения цифровых фотографий.\\ Технотронные документы — информационная база источниковедения и архивоведения. Сборник научных статей. М.. 2011. С.88-92.
30. «Киносъемки Кавказского фронта первой мировой войны из собрания Российского государственного архива кинофотодокументов (Опыт изучения и восстановления первоначального монтажа фильмов и журналов)» (в соавторстве с Малышева Г. Е.). //Вестник истории, литературы и искусства. М.2012. Т.8. С.330-346.
31. «Русский фронт в кинохронике Первой мировой войны» // Первая мировая войны. Исследования. Документы. Государственный исторический музей. М. 2014. С. 76-83.
32. «Документальный кинематограф в эпоху мировой войны. Из собрания Российского государственного архива кинофотодокументов» (в соавторстве с Малышева Г. Е.). т. 1. С. 34-45. // альбом «Великая война 1914—1918. Кинофотохроника». Т.1-П. Санкт-Петербург. «Лики России». 2014 г.
33. «Военнопленные в кинохронике первой мировой войны 1914—1916 гг.» //Первая мировая. Неоконченная война. М. 2015 г. С. 583—601. Российское общество архивистов. Российский государственный гуманитарный университет.
34. «К истории киносъемки ледокола „Ермак“ в 1899 г.: кинокамера в режиме фотокамеры» //«Вестник архивиста». № 2. 2016 г. С. 199—218.
35. «История одной архивной находки». // «Красногорье». № 21. 2016 г. С.108-114. Историко-краеведческий журнал.
36. «Последний фильм Скобелевского комитета „Красная Финляндия“ 1918 г.» (в соавторстве с Малышева Г. Е.). // Вестник архивиста. № 3. 2017 г. С. 35-50.
37. «Фотолетопись Великой Отечественной». // «Красногорье». № 25. 2020 г. С.85-94. Историко-краеведческий журнал.
38. «История города Красногорска в кинохронике» // «Красногорье». № 26. 2021 г. С.109-117. Историко-краеведческий журнал.

## Фильмография
1. Документальный фильм «Архивный детектив» (режиссёр Б. Г. Криницын, КВС «Отечество»). 2006 г. — рассказчик.
2. Телеведущий цикла передач «Запечатленное время» (с 2012 г.) на телеканале «Культура» (производство телекомпания ГолдМедиум). — ведущий. — показано 174 передачи.
3. Документальный фильм «Ленин. Живая хроника» — (режиссёр Е. Безбородов, телекомпания ГолдМедиум). 2020 г. — ведущий.
4. Документальный фильм «Маршал Жуков. Память» — (режиссёр Е. Безбородов, телекомпания ГолдМедиум). 2020 г. — ведущий.